# Drpe
Drpe este un sat din comuna Kolašin, Muntenegru. Conform datelor de la recensământul din 2003, localitatea are 71 de locuitori (la recensământul din 1991 erau 69 de locuitori).

## Demografie
În satul Drpe locuiesc 46 de persoane adulte, iar vârsta medie a populației este de 31,7 de ani (31,1 la bărbați și 32,3 la femei). În localitate sunt 25 de gospodării, iar numărul mediu de membri în gospodărie este de 2,84.
Populația localității este foarte eterogenă.
|  |

| Demografie | Demografie | Demografie |
| An         | Locuitori  | Locuitori  |
| ---------- | ---------- | ---------- |
|            |            |            |
|            |            |            |
|            |            |            |
|            |            |            |
| 1948       | 79         |            |
| 1953       | 102        |            |
| 1961       | 101        |            |
| 1971       | 64         |            |
| 1981       | 66         |            |
| 1991       | 69         | 68         |
| 2003       | 73         | 71         |

| \| Componența etnică conform recensământului din 2003[2] \| Componența etnică conform recensământului din 2003[2] \| Componența etnică conform recensământului din 2003[2] \| Componența etnică conform recensământului din 2003[2] \| Componența etnică conform recensământului din 2003[2] \| \| ----------------------------------------------------- \| ----------------------------------------------------- \| ----------------------------------------------------- \| ----------------------------------------------------- \| ----------------------------------------------------- \| \| \| \| \| \| \| \| Sârbi \| Sârbi \| \| 41 \| 57,74% \| \| Muntenegreni \| Muntenegreni \| \| 27 \| 38,02% \| \| Iugoslavi \| Iugoslavi \| \| 1 \| 1,4% \| \| necunoscută \| necunoscută \| \| 1 \| 1,4% \| |              |  |    |        |
| Componența etnică conform recensământului din 2003 |              |  |    |        |
| |              |  |    |        |
| Sârbi | Sârbi        |  | 41 | 57,74% |
| Muntenegreni | Muntenegreni |  | 27 | 38,02% |
| Iugoslavi | Iugoslavi    |  | 1  | 1,4%   |
| necunoscută | necunoscută  |  | 1  | 1,4%   |